# Raluca Giorgiana Dumitrescu
Raluca Giorgiana Dumitrescu (n. 14 ianuarie 1978, București, România) este un deputat român, ales în 2020 din partea PSD. 